# Hafiz (pjesnik)
Hafiz (1325. – 1388.) umjetničko je ime Muhammeda Šemsudina. Njegovo pjesničko ime znači "onaj tko zna čitav Kuran napamet". Pisao je na perzijskom jeziku, a rodom je iz Širaza, u kojem je proveo skoro čitav svoj život.
Hafizov »Divan« jedno je od najznačajnijih djela perzijske književnosti. 
Hafizove pjesme, po svojom sadržaju, čine sintezu svega što je u proteklih par stoljeća opjevano u perzijskoj lirici.
Izvršio je snažan utjecaj na mnoge europske pjesnike, a posebno na Goethea.

## Poveznice
- Perzijska književnost